# Вилијам Макдугал
Вилијам Макдугал (Чедертон, 22. јул 1871 — Дарам, 28. новембар 1938) био је психолог са почетка 20. века који је провео први део своје каријере у Уједињеном Краљевству, а други у САД. Написао је многа утицајна дела и био је веома важан у развијању теорије инстикта и социјалне психологије у Енглеској. Био је противник бихевиоризма и донекле стајао ван главних токова развоја англо-америчке психолошке мисли у првој половини 20. века, али је његов рад веома добро познат и поштован међу лаицима.

## Биографија
Вилијам се школовао на колеџу Овенсу, Манчестеру и Сент Џон колеџу у Кембриџу. Студирао је и медицину и физиологију у Лондону и Гетингену. Након предавања на Универзитетском колеџу у Лондону и Оксфорду, био је позван да предаје психологију на Универзитету Харвард 1920. године, где је служио као професор психологије од 1920. до 1927. Након тога се преселио у Универзитет Дјук, где је основана Парапсихолошка лабораторија, а где је остао до своје смрти. Био је члан Краљевског друштва.
Интереси и симпатије Макдугала су биле су широке. Он је био заинтересован за еугенике, али је одступио од нео-дарвиновог учења о одржавању могућности наслеђивања стечених карактеристика. Обављао је бројне експерименте дизајниране да докажу овај процес. Тврдио је да је понашање углавном оријентисано на циљ и циљано, а тај његов приступ је назвао хормицтна психологија (грч. ορμη; хорме — импулс).
Макдугалов познати Увод у социјалну психологију је развио дарвинову теорију људског понашања која заснива се на претпоставци наслеђених инстинкта, или тенденције, са посебним подситцајима на уму и одговоре на њих у циљу постизања неког циља. Уколико одговор буде одложен, емоционална реакција следи. Разноликост и стабилизација одговора представља резултат учења.
Међутим, у теорији мотивације, он је бранио идеју да су појединци мотивисани на основу значајаних бројних наслеђених нагона, чије акције не могу свесно да разумеју, тако да они не морају увек да разумеју своје циљеве. Његове идеје о инстинкту су под јаким утицајем Конрада Лоренца. Године 1920. служио је као председник Друштва за психичка истраживања. Противио се механичкоm тумачењu људског понашања, и написао је Групни ум (1920), као покушај да тумачи национални живот и карактер. Његов слаб пријем је делимично одговоран за његов потез те године у Сједињеним Америчким Државама и професуре на Универзитету Харвард. У покушају да покаже наслеђе стечених карактеристика, објавио је Нацрт психологије (1923) и Абнормалну псицхологију (1927). Проналазећи своју ситуацију на Харварду незадовољавајућом, 1927. преселио се у Универзитет Дјук. Тамо је развио Одељење за психологију и наставио различита истраживања, укључујући и рад у парапсихологије. Био је велики заговорник научног метода и академске професионализације у психичком истраживању. Био је главна особа одговорна за успостављање парапсихологије као универзитетске дисциплине у САД почетком 1930-их.

## Анимизам
Године 1911, Макдугал је објавио дело Тело и ум: историја и ддбрана анимизма. У раду је одбацио и материјализам и дарвинизам и подржава облик ламаркизма где ум усмерава еволуцију. Макдугал је бранио облик анимизма где сва материја има ментални аспект, његови погледи били врло слични панпсихиским јер је сматрао да је постојао животни принцип. Макдугал је бранио теорију да се ум и мозак разликују, али међусобно комуницирају, иако није био дуалист, јер је сматрао да ће његова теорија анимизма заменити обе филозофске ставове дуализама и монизама. Као парапсихолог је такође тврдио да је телепатија научно доказана, за шта користи доказе из психичког истраживања, као и из биологије и психологије да брани своју теорију анимизма.
Макдугал је написао још један напад материјализма под називом Материјализам и вандредна еволуција (1929). У књизи је такође критиковао теорију еволуције ванредног јер, како је тврдио, она је игнорисала доказе ламаркизма и игнорисала доказе да ум води еволуцију. Макдугал је у последњем раду под називом Загонетка живота (1938) критиковао органицизам јер, према Макдугалу, иако је теорија органицизма одбила материјализам, она није отишла довољно далеко у заступању активне улоге за физички принцип.

## Дела
- Психолошка психологија (1905)
- Увод у социјалну психологију (1908)
- Групни Ум (1920, поново штампана 1973)
- Нацрт Психологије (1923)
- Карактер и понашање у животу (1927)
- Тело и Ум
- Нацрти абнормалне психологије
- Модерни материјализам и вандредна еволуција (1929)
- Енергија човека (1932)
- Загонетка живота (1938)